# محمدهادی کیاشمشکی
محمدهادی کیاشمشکی، اسکی‌باز اهل ایران است که در المپیک زمستانی ۱۹۷۶ که در اینسبروک اتریش برگزار می شد ، در رشته های مارپیچ کوچک ، مارپیچ بزرگ و اسکی سرعت به مصاف حریفان خود رفت.
او در اسکی سرعت در رتبه ۵۶ جدول رده بندی قرار گرفت.
گفته میشد محمدهادی کیاشمشکی با همسر دوم خود مریم شهری و دختر۹ساله اش شیدا کیاشمشکی در آلمان پناهنده شده اند و هرگز به ایران باز نخواهند گشت . اما محمد هادی کیاشمشکی بعد از سفر به آلمان توسط دولت این کشور دیپورت شد و از همسر خود که پناهنده آلمان شده بود جدا شد.